# Hàng không năm 1913
Đây là danh sách các sự kiện hàng không nổi bật xảy ra trong năm 1913:

## Các sự kiện
- Không quân Serbia được thành lập trực thuộc quân đội. 6 sĩ quan được cử đi huấn luyện phi công ở Pháp.
- Một cuộc tấn công trên không đầu tiên. Phi công người Mexico Gustavo Salinas Camilla và phi công người Pháp Didier Masson, đã tấn công các lực lượng liên bang dưới đất và trên biển giúp cho những người nổi loạn cầm đầu là Pancho Villa.

### Tháng 1
- 13 tháng 1 - Không quân hải quân Brasil bắt đầu được thành lập với việc mở trường đào tạo bay.

### Tháng 2
- 11 tháng 2 - Không quân Chile được thành lập ở Lo Espejo (ngày nay là El Bosque).

### Tháng 3
- Trung Quốc thu được 12 máy bay quân sự từ Pháp.
- 15 tháng 3 - Quân đội Hoa Kỳ thành lập phi đội máy bay số 1 dưới quyền chỉ huy của đại úy Charles Chandler tại Thành phố Texas, Texas để tìm kiếm trinh sát những sự xâm nhập trái phép của người Mexico từ biên giới.

### Tháng 4
- 16 tháng 4 - Cuộc thi đầu tiên của Cúp Schneider. Maurice Prévost đã chiến thắng trên chiếc máy bay 1 tầng cánh Deperdussin, hoàn thành cuộc đua với đường bay gồm 28 vòng dài 10 km (6.2 mile) ở vận tốc trung bình đạt 73.63 km/h (45.75 mph)
- 24 tháng 4 -  O. Gilbert bay 825 km từ Villacoublay đến Vitoria (8 giờ 23 phút).
- 27 tháng 4 - Robert G. Fowler thực hiện chuyến bay xuyên qua Eo đất Panama. Một cách nghiêm túc thì đây là chuyến bay đầu tiên từ Đại Tây Dương đến Thái Bình Dương.

### Tháng 7
- 1 tháng 7 - Quân đội Hoàng gia Hà Lan thành lập sư đoàn hàng không (Luchtvaart Afdeling).

### Tháng 8
- 7 tháng 8 - Người đi tiên phong trong hàng không là Samuel Cody đã chết trong một vụ va chạm.
- 20 tháng 8 - Từ độ cao 700 feet phía trên Buc, Pháp, Adolphe Pegond đã trở thành người đầu tiên nhảy dù từ một máy bay và hạ cánh an toàn xuống đất.

### Tháng 9
- 1 tháng 9 - Một người Pháp tên là Adolphe Pégoud đã thực hiện chuyến bay lộn ngược đầu tiên.
- 9 tháng 9 - Prevost đạt đến vận tốc 204 km/h (127 mph) trong cuộc đua máy bay Deperdussin.
- 13 tháng 9 - Aurel Vlaicu, kỹ sư và nhà sáng chế người România, chết gần Câmpina, Romania, trong khi đã cố gắng thử bay qua Núi Carpathian trên chiếc máy bay Vlaicu II của anh ta.
- 23 tháng 9 - Roland Garros thực hiện chuyến bay đầu tiên xuyên qua Biển Địa Trung Hải, dài 729 km (453 miles) từ Saint-Raphaël đến Bizerte trong 7 giờ 53 phút.

### Tháng 12
- 13 tháng 12-14 - Một người Đức lái khí cầu tên là Hugo Kaulen bay trên cao trong 87 giờ. Kỷ lục này chỉ bị phá vỡ vào năm 1935.

## Chuyến bay đầu tiên

### Tháng 5
- 13 tháng 5 - Sikorsky Ruskii Vitiaz, máy bay đầu tiên trên thế giới có 4 động cơ. Nó cũng là máy bay đầu tiên có phòng vệ sinh.

### Tháng 9
- 18 tháng 9 - Avro 504

### Tháng 11
- Sopwith Tabloid

### Tháng 12
- 11 tháng 12 - Sikorsky Ilya Murometz